# 여수시장
여수시장은 전라남도 여수시의 시장이다.

## 역대 여수시장

### 통합 이전
| 선출 방식 | 대수 | 이름   | 임기                              |
| --------- | ---- | ------ | --------------------------------- |
| 관선      | 초대 | 김정식 | 1949년 8월 15일~1952년 2월 20일   |
| 관선      | 2대  | 박기홍 | 1952년 2월 21일~1952년 3월 26일   |
| 관선      | 3대  | 김민규 | 1952년 4월 10일~1952년 5월 5일    |
| 관선      | 4대  | 장기   | 1952년 9월 5일~1953년 5월 5일     |
| 관선      | 5대  | 정주양 | 1953년 9월 5일~1955년 7월 5일     |
| 관선      | 6대  | 황병규 | 1955년 9월 26일~1958년 2월 22일   |
| 관선      | 7대  | 김정식 | 1958년 2월 28일~1959년 1월 30일   |
| 관선      | 8대  | 이선행 | 1959년 2월 23일~1960년 5월 22일   |
| 관선      | 9대  | 김정식 | 1960년 5월 23일~1961년 5월 15일   |
| 관선      | 10대 | 이두현 | 1961년 6월 16일~1961년 7월 20일   |
| 관선      | 11대 | 남만우 | 1961년 7월 21일~1961년 10월 8일   |
| 관선      | 12대 | 황명   | 1961년 10월 9일~1964년 4월 12일   |
| 관선      | 13대 | 주봉래 | 1964년 4월 13일~1966년 2월 11일   |
| 관선      | 14대 | 황갑술 | 1966년 2월 12일~1966년 7월 19일   |
| 관선      | 15대 | 정영배 | 1966년 7월 20일~1967년 10월 14일  |
| 관선      | 16대 | 윤성윤 | 1967년 10월 15일~1968년 4월 30일  |
| 관선      | 17대 | 김남권 | 1968년 5월 1일~1970년 3월 2일     |
| 관선      | 18대 | 김문수 | 1970년 3월 3일~1971년 8월 20일    |
| 관선      | 19대 | 김재호 | 1971년 8월 21일~1973년 2월 6일    |
| 관선      | 20대 | 송인섭 | 1973년 2월 7일~1974년 1월 24일    |
| 관선      | 21대 | 이상노 | 1974년 1월 25일~1975년 10월 30일  |
| 관선      | 22대 | 박종국 | 1975년 10월 30일~1975년 11월 19일 |
| 관선      | 23대 | 최정학 | 1975년 11월 21일~1977년 2월 16일  |
| 관선      | 24대 | 김세장 | 1977년 2월 17일~1978년 8월 1일    |
| 관선      | 25대 | 한병용 | 1978년 8월 2일~1980년 7월 31일    |
| 관선      | 26대 | 김선규 | 1980년 8월 1일~1983년 12월 26일   |
| 관선      | 27대 | 박일출 | 1983년 12월 27일~1985년 3월 10일  |
| 관선      | 28대 | 송재구 | 1985년 3월 11일~1987년 12월 31일  |
| 관선      | 29대 | 나승포 | 1988년 1월 1일~1988년 6월 10일    |
| 관선      | 30대 | 김우곤 | 1988년 6월 11일~1989년 12월 26일  |
| 관선      | 31대 | 박일출 | 1989년 12월 27일~1992년 1월 3일   |
| 관선      | 32대 | 박형인 | 1992년 1월 4일~1993년 3월 28일    |
| 관선      | 33대 | 안재호 | 1993년 3월 29일~1994년 10월 1일   |
| 관선      | 34대 | 문덕형 | 1994년 10월 6일~1995년 6월 30일   |
| 민선      | 35대 | 김광현 | 1995년 7월 1일~1998년 3월 31일    |

### 통합 이후
| 대수 | 이름   | 임기                           |
| ---- | ------ | ------------------------------ |
| 초대 | 김광현 | 1998년 4월 1일~1998년 5월 18일 |
| 2대  | 주승용 | 1998년 7월 1일~2002년 6월 30일 |
| 3대  | 김충석 | 2002년 7월 1일~2006년 6월 30일 |
| 4대  | 오현섭 | 2006년 7월 1일~2010년 6월 30일 |
| 5대  | 김충석 | 2010년 7월 1일~2014년 6월 30일 |
| 6대  | 주철현 | 2014년 7월 1일~2018년 6월 30일 |
| 7대  | 권오봉 | 2018년 7월 1일~2022년 6월 30일 |
| 8대  | 정기명 | 2022년 7월 1일~                |

## 같이 보기
- 여수시장 선거
- 여천시장
- 여천군수